# ITV3
ITV3 – brytyjski kanał telewizyjny należący do ITV plc, największego komercyjnego nadawcy telewizyjnego w tym kraju. Jest dostępny w naziemnym i satelitarnym przekazie cyfrowym. Działa od 1 listopada 2004. Grupą docelową są osoby w wieku powyżej 35. roku życia, w szczególności kobiety. W ramówce dominują seriale, zwłaszcza obyczajowe i kryminalne. Siostrzaną stacją nastawioną bardziej na mężczyzn jest ITV4.

## Historia logo

2004–2006
2005–2013